# Trofeo Xacobeo
El Trofeo Xacobeo fue un campeonato amistoso de fútbol celebrado en el estadio Multiusos de San Lázaro de Santiago de Compostela el 11 de agosto de 1999.

## Historia
Se disputó solo una edición coincidiendo con el Año Santo Xacobeo de 1999, organizado por la Junta de Galicia, que de esa época presidía Manuel Fraga Iribarne. El torneo tuvo lugar el 11 de agosto en el estadio Multiusos de San Lázaro de Santiago de Compostela, enfrentándose el Real Club Celta de Vigo y el Real Madrid con victoria celeste por 3-0, con goles de Gustavo López, Benny McCarthy e Iván Kaviedes. Estos fueron los jugadores que disputaron el partido:
Real Club Celta de Vigo :
- Dutruel; Cáceres, Djorovic, Juanfran (Adriano, m. 86); Albert Celades (Turdó, m. 88), Karpin (Bruno Caires, m. 77), Giovanella (Coira, m. 57), Makelele, Gustavo López (Tomás, m. 46); Revivo (Iván Kaviedes, m. 71); McCarthy (Jonathan Aspas, m. 82).

Entrenador: Víctor Fernández.
Real Madrid :
- Illgner; Míchel Salgado, Hierro, Julio César, Dorado (Karanka, m. 65); McManaman (Guti, m. 57), Geremi, Helguera (Karembeu, m. 64), Elvir Baljić (Savio, m. 70); Raúl (Samuel Eto'o, m. 80) y Morientes.

Entrenador: John Benjamin Toshack.